# John Requejo
John Requejo (California, Estados Unidos, 23 de mayo de 1996) es un futbolista méxico-estadounidense que juega como defensa y actualmente juega en el Flower City de la National Independent Soccer Association.

## Trayectoria

### Club Tijuana
Llegó al Club Tijuana en el 2014 y fue registrado en la categoría Sub-20, sus buenas actuaciones en dicha categoría llamaron la atención del técnico César Farías quien lo hizo debutar en el primer equipo el 19 de agosto en un partido de Copa MX ante Coras de Tepic en la fase de grupos, Requejo arrancó el encuentro como titular y completo el mismo, el partido terminó empatado a cero goles.
Su debut en la Primera División fue el 29 de abril de 2016 ante el Puebla, fue titular en dicho encuentro y completo todo el partido, el cual terminó en empate a cero.

### Dorados de Sinaloa
El 8 de junio de 2017 se hace oficial su llegada a Dorados de Sinaloa.

### LA Galaxy II
El 13 de marzo de 2018 se anuncia su llegada al LA Galaxy II.

### Santa Catalina
El 20 de agosto de 2021 se hizo oficial su llegada a Santa Catalina.

## Selección nacional

### Sub-20
En 2015; Requejo fue incluido en la lista definitiva de 21 jugadores que jugarían la Copa Mundial 2015, con sede en  Nueva Zelanda.

### Participaciones en selección
| Torneo            | Categoría | Sede          | Resultado        | Partidos | Goles |
| ----------------- | --------- | ------------- | ---------------- | -------- | ----- |
| Copa Mundial 2015 | Sub-17    | Nueva Zelanda | Cuartos de final | 3        | 0     |

## Estadísticas
Actualizado el 10 de septiembre de 2023.
| Club Tijuana · México                                       | 1.ª                 | 2014-15             | 0  | 0 | 4  | 0 | - | - | 4  | 0 |
| Club Tijuana · México                                       | 1.ª                 | 2015-16             | 2  | 0 | 0  | 0 | - | - | 2  | 0 |
| Club Tijuana · México                                       | 1.ª                 | 2016-17             | 0  | 0 | 7  | 0 | - | - | 7  | 0 |
| Club Tijuana · México                                       | Total               | Total               | 2  | 0 | 11 | 0 | 0 | 0 | 13 | 0 |
| Dorados de Sinaloa · México                                 | 2.ª                 | 2017-18             | 3  | 0 | 2  | 0 | - | - | 5  | 0 |
| Dorados de Sinaloa · México                                 | Total               | Total               | 3  | 0 | 2  | 0 | 0 | 0 | 5  | 0 |
| LA Galaxy II Estados Unidos                                 | 2.ª                 | 2018                | 27 | 0 | -  | - | - | - | 27 | 0 |
| LA Galaxy II Estados Unidos                                 | 2.ª                 | 2019                | 8  | 0 | -  | - | - | - | 8  | 0 |
| LA Galaxy II Estados Unidos                                 | Total               | Total               | 35 | 0 | 0  | 0 | 0 | 0 | 35 | 0 |
| LA Galaxy Estados Unidos                                    | 1.ª                 | 2018                | 0  | 0 | 1  | 0 | - | - | 1  | 0 |
| LA Galaxy Estados Unidos                                    | Total               | Total               | 0  | 0 | 1  | 0 | 0 | 0 | 1  | 0 |
| Chicago House Estados Unidos                                | 4.ª                 | 2021                | 8  | 0 | -  | - | - | - | 8  | 0 |
| Chicago House Estados Unidos                                | Total               | Total               | 8  | 0 | 0  | 0 | 0 | 0 | 8  | 0 |
| Flower City Estados Unidos                                  | 3.ª                 | 2023                | 12 | 0 | 1  | 0 | - | - | 13 | 0 |
| Flower City Estados Unidos                                  | Total               | Total               | 12 | 0 | 1  | 0 | 0 | 0 | 13 | 0 |
| Total en su carrera                                         | Total en su carrera | Total en su carrera | 60 | 0 | 15 | 0 | 0 | 0 | 75 | 0 |
| (1) Incluye datos de la Copa MX y Lamar Hunt U.S. Open Cup. |                     |                     |    |   |    |   |   |   |    |   |